# Henri de Bourbon, duc de Montpensier
Henri de Bourbon, duc de Montpensier (* 12. Mai 1573 in Mézières-en-Brenne, Touraine; † 27. Februar 1608 in Paris), war Herzog von Montpensier, Châtellerault und Saint-Fargeau, souveräner Fürst von Dombes, Fürst von La Roche-sur-Yon, Dauphin der Auvergne, Marquis von Mézières, Graf von Mortain und Bar-sur-Seine, Vicomte von Auge, Domfront und Brosses, Baron von Beaujolais, des Pays de Combrailles und von Mirebeau, Seigneur von Champigny, von Argenton und Saint-Sever. Er war Gouverneur der Dauphiné und der Normandie, Ritter der königlichen Orden und Pair von Frankreich sowie französischer Heerführer zur Zeit der Religionskriege.

## Leben

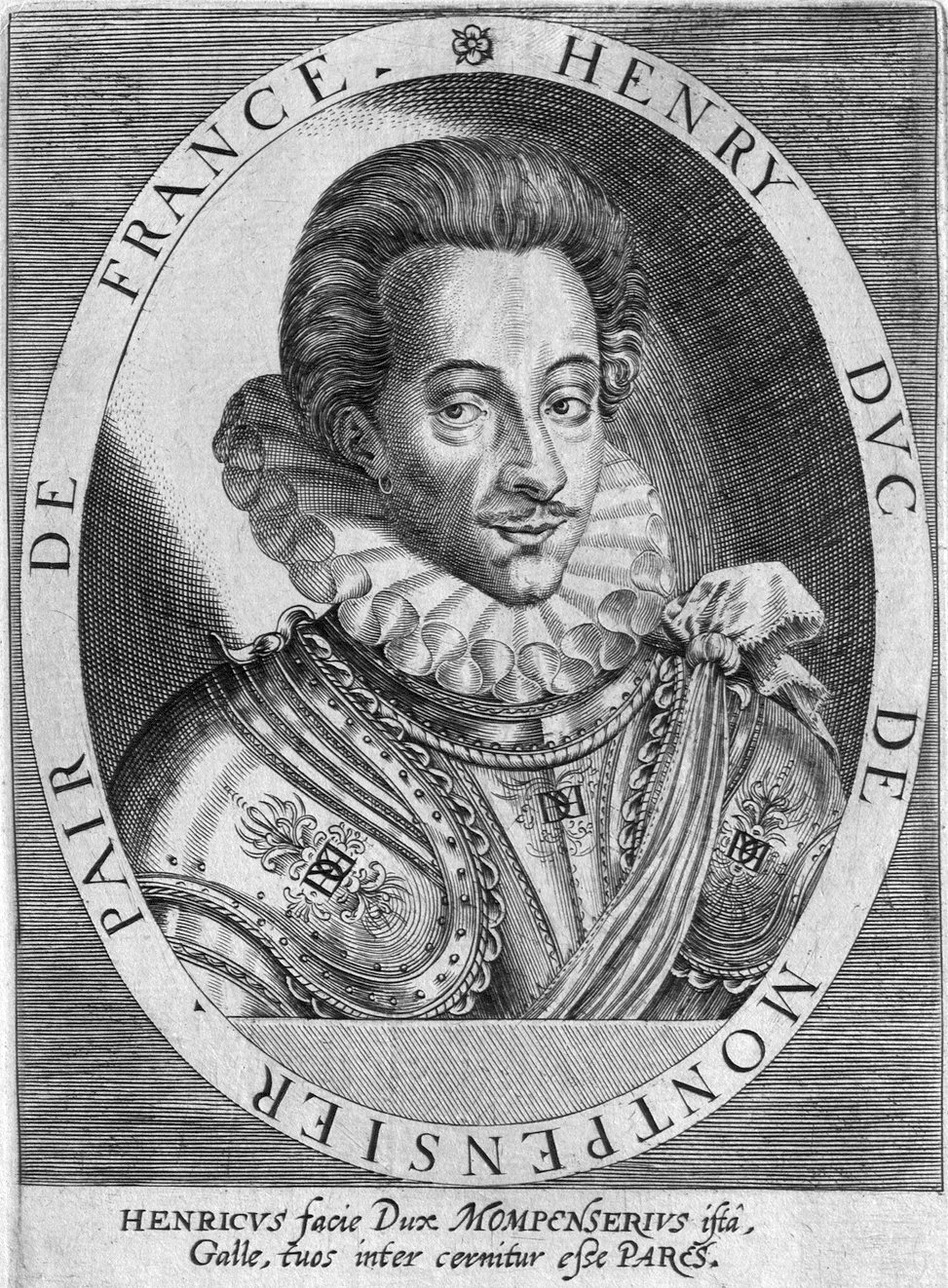
Zeitgenössischem Stich Henris de Bourbon aus dem Atrium heroicum Caesaraeum, 1600–1602

Henri wurde als Sohn des François de Bourbon, duc de Montpensier und der Renée d’Anjou, marquise de Mézières (1550–1590) auf dem Schloss von Mézières-en-Brenne geboren. Zu Lebzeiten seines Vaters führte er den Titel eines „Prince de Dombes“ und folgte nach dessen Tod 1592 als Herzog von Montpensier.
Er kommandierte in der Bretagne die Armee gegen Philippe-Emmanuel de Lorraine, den Herzog von Mercœur, und konnte dort auch einige Plätze einnehmen, wurde aber schließlich in der Schlacht bei Craon geschlagen.
Gemeinsam mit François de Bourbon, prince de Conti, mit dem er sich zu diesem Zweck verbündet hatte, belagerte er die Stadt Craon am Fluss Oudon. Der Herzog von Mercœur rückte mit seinem Heer an, um die Stadt zu entsetzen. Da die beiden Prinzen sich in der Führung ihrer Armeen nicht einig waren, ließen sie ihn über den Fluss passieren und zogen sich bei hellem Tag zurück. Mercœur verfolgte sie und schlug sie am 25. Mai 1592. Sie verloren dabei 1200 Mann und viele Kanonen, außerdem die Städte Château-Gontier, Mayenne und Laval.
Nach dem Tod seines Vaters am 4. Juni des gleichen Jahres erhielt Henri dessen Titel und das Gouvernement der Normandie und eroberte die übrigen Städte, die noch zur Liga gehörten. Bei der Belagerung von Amiens 1597 kommandierte er die Vorhut und repräsentierte bei der Krönung Heinrichs IV. den Herzog von Guyenne.
Er folgte dem König bei der Eroberung der Bresse und Savoyens, wurde Ritter des Ordens vom heiligen Geist, präsidierte bei der Versammlung der vornehmsten Häupter Frankreichs in Rouen und starb am 27. Februar 1608 in Paris. Er wurde in der Chapelle de Saint-Louis in Champigny-sur-Veude beigesetzt. Sein Grab wurde während der Französischen Revolution geschändet, die sterblichen Überreste später aber wieder beigesetzt.

## Nachkommen
Der Herzog von Montpensier war seit 1597 mit Henriette Catherine de Joyeuse, comtesse de Bouchage, (1585–1656), der einzigen Tochter des Marschalls Henri de Joyeuse, verheiratet. Das einzige Kind aus dieser Ehe, Marie, heiratete 1626 in Nantes Gaston d’Orléans, einen jüngeren Sohn Heinrichs IV. und Bruder Ludwigs XIII.